# Мышьяковая кислота
Мышьяко́вая кислота́ — (ортомышьяковая кислота) {\displaystyle {\ce {H3AsO4{,}}}} трехосновная кислота средней силы. Легко растворима в воде, из растворов кристаллизуется в виде кристаллогидрата {\displaystyle {\ce {H3AsO4 . 0,5 H2O{.}}}}
Предполагается существование метамышьяковой ({\displaystyle {\ce {HAsO3}}}) и пиромышьяковой ({\displaystyle {\ce {H4As2O7}}}) кислот.
Кислота и её соли (арсенаты) ядовиты для человека в той или иной степени.

## Свойства
Будучи трехосновной кислотой, диссоциирует в три ступени:
{\displaystyle {\ce {H3AsO4<=>H2AsO4^{-}\ +\ H^{+}{,}}}} K1 = 10−2,19;
{\displaystyle {\ce {H2AsO4^{-}<=>HAsO4^{2-}\ +\ H^{+}{,}}}} K2 = 10−6,94;
{\displaystyle {\ce {HAsO4^{2-}<=>AsO4^{3-}\ +\ H^{+}{,}}}} K3 = 10−11,5.
Образует средние соли арсенаты и кислые гидро- и дигидроарсенаты, по составу и растворимости соответствующие фосфатам.
Мышьяковая кислота обладает окислительными свойствами, которые проявляются лишь в кислой среде:
{\displaystyle {\ce {H3AsO4 + 2HI -> H3AsO3 + I2 + H2O{.}}}}
Качественными реакциями на анион {\displaystyle {\ce {AsO4^{3-}}}} являются образование малорастворимых солей {\displaystyle {\ce {(NH4)MgAsO4}}} и {\displaystyle {\ce {(NH4)3AsMo12O40.6H2O{,}}}} а также образование нерастворимой соли {\displaystyle {\ce {Ag3AsO4}}} (ПР = 10−20), имеющей характерную окраску «кофе с молоком».

## Получение
Мышьяковая кислота образуется при действии на {\displaystyle {\mathsf {As_{2}O_{3}}}} и {\displaystyle {\mbox{As}}} сильных окислителей, например азотной кислоты:
{\displaystyle {\ce {3 As2O3 + 4 HNO3 + 7 H2O -> 4 NO ^ + 6 H3AsO4{,}}}}
{\displaystyle {\ce {As2O3 + 4 HNO3 + H2O -> 4 NO2 ^ + 2 H3AsO4{.}}}}
Также её можно получить при растворении в воде мышьякового ангидрида:
{\displaystyle {\ce {As2O5 + 3 H2O -> 2 H3AsO4{.}}}}

## Токсичность
Как и все неорганические соединения мышьяка, мышьяковая кислота H3AsO4 и многие её соли очень ядовиты в больших концентрациях.